# يفجيني باشوتين
ييفجيني باشوتين (بالروسية: Пашутин, Евгений Юрьевич)‏ مواليد 6 فبراير 1969، هو لاعب كرة سلة روسي سابق ومدرب كرة سلة حالي. يبلغ طوله 6 قدم 2 بوصة (1.9 م). سبق أن لعب مع نادي سسكا موسكو لكرة السلة ودرب نادي لوكوموتيف كوبان ومنتخب روسيا لكرة السلة.

## فرق لعب لها
- نادي سسكا موسكو لكرة السلة

## روابط خارجية
- إيفجيني باشوتين على موقع الاتحاد الدولي لكرة السلة (الإنجليزية)
- إيفجيني باشوتين على موقع الدوري الأوروبي لكرة السلة (الإنجليزية)
- إيفجيني باشوتين على موقع كرة السلة الأوروبية.كوم (الإنجليزية)
- إيفجيني باشوتين على موقع DraftExpress.com (الإنجليزية)
- إيفجيني باشوتين على موقع ريلجم (الإنجليزية)
- إيفجيني باشوتين على موقع سبورتس رفرنس (الإنجليزية)
- إيفجيني باشوتين على موقع أوليمبيديا (الإنجليزية)